# جيمس بلير (مجدف)
جيمس بلير (بالإنجليزية: James Howard Blair)‏ هو مجدف أمريكي، ولد في 28 أكتوبر 1909 في بليسرفيل في الولايات المتحدة، وتوفي بنفس المكان في 23 مايو 1992.

## وصلات خارجية
- جيمس بلير على موقع الاتحاد الدولي للتجديف (الإنجليزية)
- جيمس بلير على موقع اللجنة الأولمبية الدولية (الإنجليزية)
- جيمس بلير على موقع أوليمبيديا (الإنجليزية)